# Andacollo (Xile)

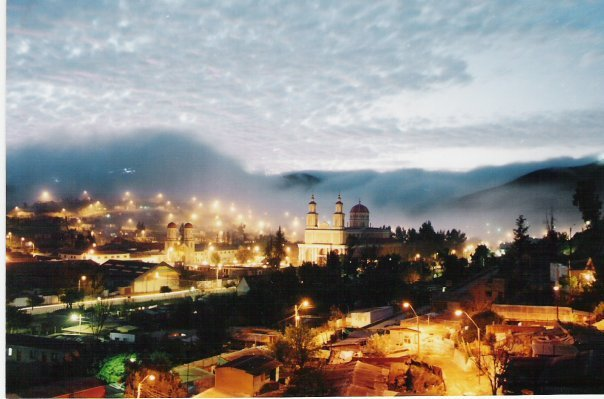
Panoràmica d'Andacollo.

Andacollo (del quechua Anta = coure ; qullu, = munt o turó) és una comuna de Xile situada a la província d'Elqui, a la IV Regió de Coquimbo.

## Localització i superfície
Limita a l'oest amb la municipalitat de Coquimbo, al nord amb la de la Serena, a l'est amb les comunes de Vicuña i Riu Hurtado i al sud amb la comuna de Ovalle.

## Història
El 12 d'abril de 1607, García Román li va descriure al rei d'Espanya que aquest lloc era un Andacollo, que significava, segons ell, río de Oro (riu d'Or), per la qual cosa li va donar aquest nom al lloc. La traducció correcta de la paraula Andacollo és Cerro de Cobre (Turó de Coure); aquest significat, el més comú, prové de dues paraules autòctones: "anta" i "colla". Nom evidentment relacionat als rics minerals del lloc que van ser treballats des d'èpoques pre-hispánicas.
Els vilatans expliquen una altra versió. Segons ells la Verge se li va aparèixer a un indígena anomenat Collo, dient-li: "Camina, Collo".
Si bé els orígens d'Andacollo com a localitat es remunten al segle xvii, la comuna va ser creada oficialment el 22 de desembre de 1891 després de la promulgació de la Llei de Comuna Autònoma.
Entre 1986 i 2004 Marcelina Cortès va exercir el càrrec d'alcaldessa de Andacollo, convertint-se en l'edil amb més anys en el càrrec a la Regió de Coquimbo. Durant la seva gestió es va crear el Festival La Veu de la Muntanya i l'Observatori Collowara, entre altres obres.

## Població i superfície
La comuna posseeix una superfície de 310 km² i una població de 10.288 habitants, dels quals 5.000 són dones i 5.140 homes.
Andacollo acull a l'1,71% de la població total de la regió. Un 8,20% (844 habitants) correspon a població rural, i un 91,80% (9.444 habitants) a població urbana.
La comuna de Andacollo es divideix en els següents districtes:
| Districte      | Població Cens 2002 | Superfície |
| -------------- | ------------------ | ---------- |
| Andacollo      | 9783 hab.          | 80,6 km²   |
| Corral Quemado | 41 hab.            | 49,9 km²   |
| Maitencillo    | 277 hab.           | 67,4 km²   |
| La Caldera     | 187 hab.           | 112,4 km²  |

## Administració

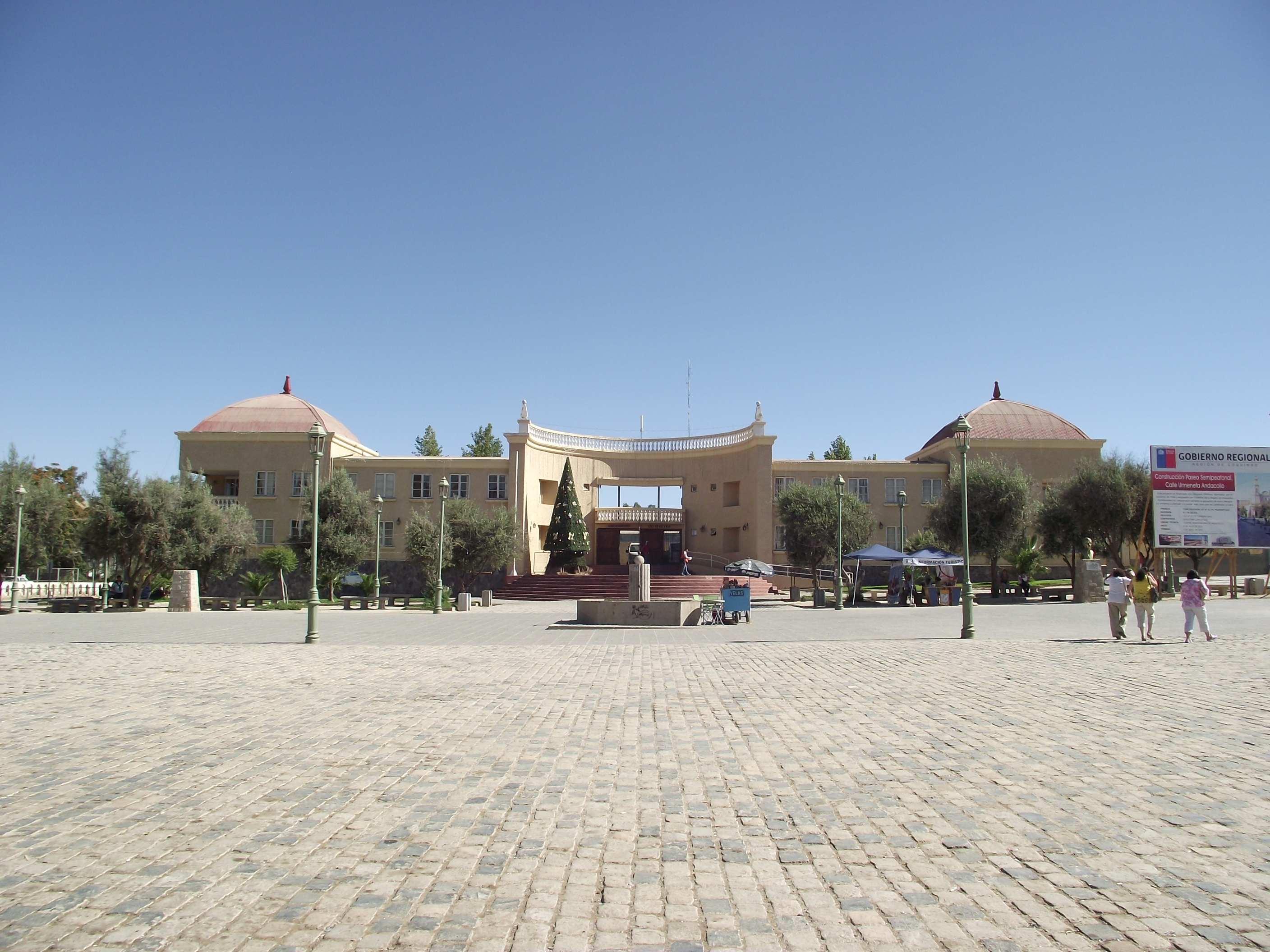
Edifici de la Municipalitat de Andacollo.

Andacollo pertany al Districte Electoral nº 7 i a la 4ª Circumscripció Senatorial (Coquimbo).

## Mineria

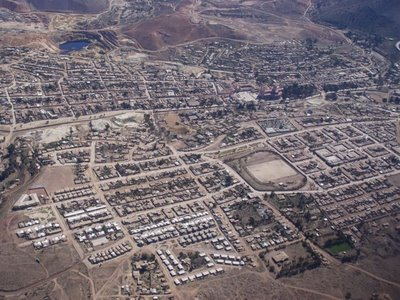
Vista aèria d'Andacollo.

L'economia de Andacollo ha depès històricament de l'activitat minera, en concret de mitjanes i petites explotacions de coure i or.
En els últims anys l'activitat minera en Andacollo ha vingut mostrant creixents caigudes que obeeixen, com a efecte combinat, a l'esgotament del recurs i als baixos preus que va aconseguir el mineral en els últims anys de la dècada dels noranta; la crisi de la mineria va ser un gran cop per a la població; si bé la pobresa ha estat sempre present en la història de Andacollo, en els últims anys s'ha empitjorat.
Dades de l'any 2000 mostraven que un 36,2% (MIDEPLAN, Casin 2000) de la població vivia en condició de pobresa. Valgui dir que per cada 10 andacollinos(as) n'hi havia 4 que no aconseguien a satisfer les seves necessitats bàsiques.
Avui dia l'activitat minera segueix sent un dels pilars fonamentals de l'economia comunal; no obstant això i com a resultat de la crisi, s'observa el sorgiment d'una sèrie d'activitats de serveis i un significatiu desenvolupament de l'artesania, ambdues vinculades principalment a l'explotació dels recursos turístics relacionats amb la riquesa històrica i cultural de la localitat, íntimament lligats tant a la veneració secular de la Verge Morena com a la seva condició de poble miner.
La microregió d'Andacollo és un jaciment extens. La vila se situa sobre el mateix. En la cúspide de la seva activitat, fa aproximadament 50 anys, la quantitat de metalls en brut era molt superior a la d'avui; d'aquí parteix la decadència actual. Hi havia or en quantitats comercials i en les sorres de les "tortas de relave". En els cercles miners es discuteix si hi ha o no quantitats comercials d'altres minerals descartats per la indústria del coure.
Res hi ha, concret o visible, fins avui. Tota la comuna està plena de petjades de maquinària i instal·lacions que van ser productives. Les instal·lacions es diferencien entre unitats per al tractament del súlfur de coure (flotació de la polpa produïda pels trapiches) i el tractament de l'òxid de coure (lixiviación en piscines).
L'anomenada "petita mineria del coure" de la regió es caracteritza per la seva capacitat limitada de producció, que va des de l'extracció artesanal (pirquineros) de minerals i la seva posterior venda a centres de recepció (Enami), fins a les instal·lacions electro-mecanitzades de concentració (el seu millor exemple es pot trobar, en estat de ruïna, als voltants de Andacollo).

## Festivitats

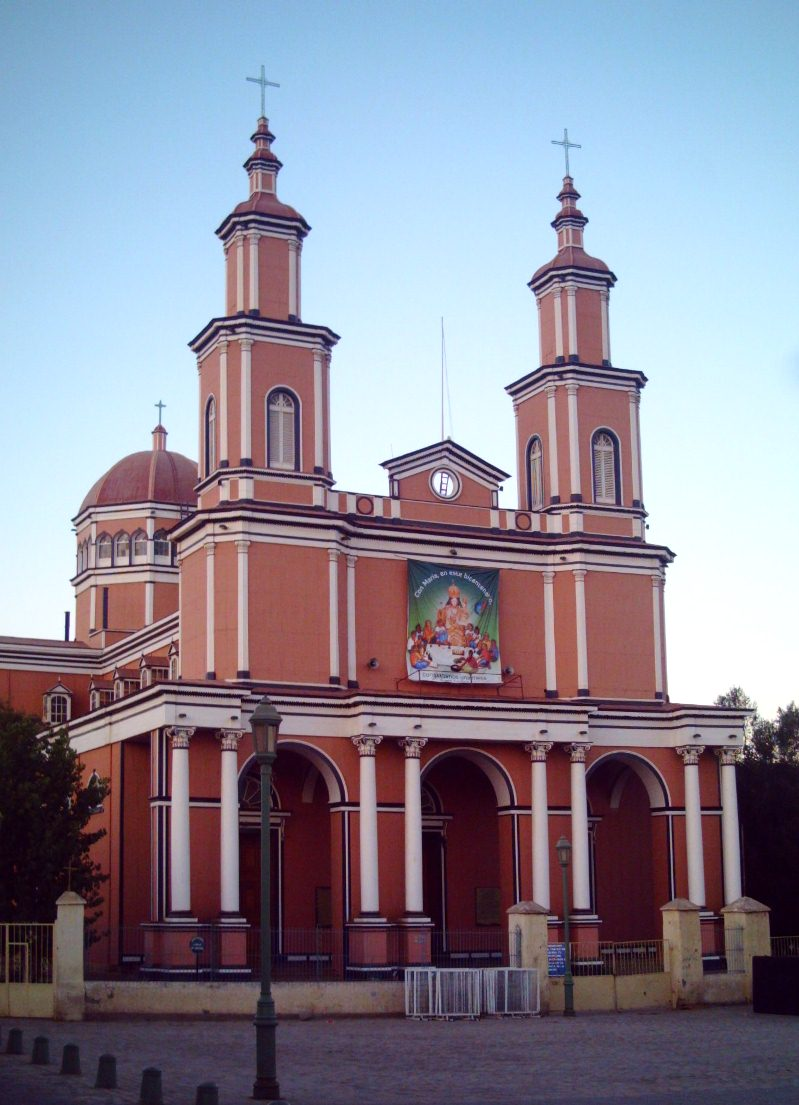
Església Major Andacollo, dissenyada per l'arquitecte Eusebio Chelli.

En la comuna de Andacollo es desenvolupa a finals de cada any la festa religiosa més important del Nord Chico, dedicada a Nuestra Señora de Andacollo, amb música, balls i menjars especials per a ella.
La «Festa Chica» es desenvolupa el primer diumenge d'octubre, mentre que la «Festa Gran» s'efectua entre el 23 i el 27 de desembre de cada any.